# Progress Glasow
Progress Glasow (russisch Прогресс Глазов) ist ein russischer Eishockeyklub aus Glasow. Die Mannschaft spielt seit der Saison 2010/11 in der Perwaja Liga.

## Geschichte
Die Mannschaft wurde 1954 unter dem Namen Traktor Glasow gegründet. Nachdem der Verein anschließend zeitweise Torpedo Glasow geheißen hatte, nahm man 1962 den jetzigen Namen Progress Glasow an. Zu Sowjetzeiten nahm die Mannschaft mehrfach an der zweithöchsten Spielklasse teil. In den 1990er Jahren wurde sie ein fester Bestandteil der zweithöchsten russischen Spielklasse. Zuletzt spielte Progress Glasow in der Saison 2009/10 in der Wysschaja Liga. Anschließend wurde diese durch die Wysschaja Hockey-Liga abgelöst und Progress wurde in die drittklassige Perwaja Liga relegiert.